# 藤川らるむ
藤川らるむ（ふじかわ らるむ、2003年5月30日 - ）は、日本のモデル。千葉県出身。現在はフリーランスとして活動している。かつてゼロイチファミリアに所属していた。

## 人物
- 父親がドイツ人、母親がタイ人である[2]。
- 身長168cm、股下83cmというスタイルを武器にファッションショーやバラエティー番組、誌面に出演。
- 年間に250本以上映画を観ることから、映画評論家としても各媒体に出演中。
- チャームポイントは長い脚で、最高の美脚とネットニュースなどで話題に。Instagramなど脚が綺麗に見えるファッションを掲載している。
- タイ語と日本語が話せる。
- 2024年1月、成人式を忘れていて、同級生から連絡がありシースルー衣装で成人式に参加。シースルー衣装を着た自身の写真付きで「成人式は振袖じゃなくてもいいんだよ♥」とSNSにポストし、炎上を巻き起こした[3]。

## テレビ
- テレビ朝日「しくじり先生 俺みたいになるな!!」
- テレビ朝日「まりなとロガール」

## ファッション
- 「TGC teen」